# Jarek (film)
Jarek (též Nohavica) je chystaný film režisérky Petry Všelichové a dramaturga a scenáristy Marka Dohnala, dokumentující životní příběh folkového zpěváka Jaromíra Nohavici. Premiérově bude promítán 28. srpna 2025 v kinosálech i letních kinech.
Snímek dá nahlédnout do Nohavicova rodinného zázemí, psychiatrické léčebny, koncertní šatny i vyšetřovny Státní bezpečnosti; zazní v něm šestašedesát písní z jeho autorské tvorby. Štáb na filmu pracoval dvě léta; tvůrci v průběhu natáčení navštívili desítky lokací a natočili přes třicet hodin materiálu. Původně mělo dílo po sestříhání devět a půl hodiny, následně sedm a půl, pak pět, následně dvě a půl a konečná verze má stopáž sto a jednu minutu.
Dokument avizuje Nohavicova rapová novinka Já už jsem tu byl; videoklip k ní měl premiéru 9. června 2025 na serveru Novinky.cz.

## Citát
| „                  | Několikrát se mi stalo, že mi díky natáčení některé věci došly. A stačil k tomu třeba jen malý impuls, jen okamžik. | “ |
| — Jaromír Nohavica | |   |